# Cheracebus aquinoi
Cheracebus aquinoi is een zoogdier uit de familie van de sakiachtigen (Pitheciidae). De wetenschappelijke naam van de soort werd voor het eerst geldig gepubliceerd door Rengifo et al. in 2022.

## Voorkomen
De soort komt alleen voor in Peru.